# Atriplex spongiosa
Atriplex spongiosa är en amarantväxtart som beskrevs av Ferdinand von Mueller. Atriplex spongiosa ingår i släktet fetmållor, och familjen amarantväxter. Inga underarter finns listade i Catalogue of Life.